# ونوالجا، شهرستان جگوا
ونوالجا، شهرستان جگوا (به لاتین: Vanavälja, Jõgeva County) یک روستا در استونی است که در دهستان پالاموسه واقع شده‌است.